# Зелёный гоблин
Зелёный го́блин (англ. Green Goblin) — псевдоним, который носили несколько суперзлодеев комиксов издательства Marvel Comics. Первый и самый известный из них — Норман Озборн (англ. Norman Osborn), который был разработан сценаристом Стэном Ли и художником Стивом Дитко и впервые появился в The Amazing Spider-Man #14 (июль 1964). Считается заклятым врагом Человека-паука. Впоследствии маску Зелёного гоблина носили другие персонажи, подвергнувшиеся воздействию химикатов, в частности, сын Нормана — Гарри Озборн (англ. Harry Osborn). Зелёный гоблин является злодеем хэллоуинского типа, чьё оружие напоминает летучих мышей и тыквенные фонари. В большинстве случаев использует в качестве транспорта ховерборд или глайдер.
Историк комиксов Майк Конрой охарактеризовал злодея следующим образом: «Из всех костюмированных негодяев, преследовавших Человека-паука на протяжении многих лет, самым неуравновешенным и ужасающим из них был Зелёный гоблин». С момента его первого появления в комиксах Зелёный гоблин появился в других медиа продуктах, включая фильмы, мультсериалы и видеоигры. Норман и Гарри Озборны были сыграны Уиллемом Дефо и Джеймсом Франко в трилогии Сэма Рэйми о Человеке-пауке, а в фильме «Новый Человек-паук: Высокое напряжение» 2014 года их роли исполнили Крис Купер и Дэйн Дехаан. Дефо вернулся к роли персонажа в картине «Человек-паук: Нет пути домой» 2021 года, действие которой происходит в Кинематографической вселенной Marvel.

## История публикаций
По словам Стива Дитко:

The Amazing Spider-Man #14 (Июль 1964) — первое появление Зелёного гоблина. Художник — Стив Дитко.

 «По задумке Стэна, Зелёный гоблин был обнаружен съёмочной группой, в предмете, напоминающем египетский саркофаг. Внутри находился древний мифологический демон, Зелёный гоблин, который буквально вернулся к жизни. Я сделал из мифологического демона Стэна злодея-человека».Оригинальный текст (англ.)«Stan's synopsis for the Green Goblin had a movie crew, on location, finding an Egyptian-like sarcophagus. Inside was an ancient, mythological demon, the Green Goblin. He naturally came to life. On my own, I changed Stan's mythological demon into a human villain.»

Зелёный гоблин дебютировал в The Amazing Spider-Man #14 (Июль 1964). В тот момент тайна его личности не была выявлена, а персонаж обрёл популярность, что привело к его появлению в следующих выпусках. Судя по всему Ли и Дитко не имели общего мнения на счёт человека, который скрывался за маской Зелёного гоблина. Ли всегда хотел, чтобы Зелёный гоблин оказался знакомым Питера Паркера, в то время как Дитко считал, что это должен быть совершенно чужой и незнакомый для него человек, что, на его взгляд, было бы куда реалистичнее. Ли отметил:

 «Стив хотел, чтобы под маской Зелёного гоблина скрывался персонаж, которого мы никогда не видели. Он считал, что в реальной жизни очень часто злодеем оказывается тот, с кем мы никогда не сталкивались. Я не разделял его мнение. Мне казалось, что подобным решением мы бы, так сказать, обманули читателей… окажись Зелёным гоблином кто-то, кого они не знали и никогда не видели, какой был бы смысл искать подсказки? На мой взгляд, это бы расстроило читателей».Оригинальный текст (англ.)«Steve wanted him to turn out to be just some character that we had never seen before. Because, he said, in real life, very often a villain turns out to be somebody that you never knew. And I felt that that would be wrong. I felt, in a sense, it would be like cheating the reader. ... if it's somebody you didn't know and had never seen, then what was the point of following all the clues? I think that frustrates the reader..».

Тем не менее, Ли поставил под сомнение правдивость этих слов, поскольку, сославшись на плохую память, он решил, что мог бы перепутать Зелёного гоблина с другими персонажами. Ко всему прочему, в последующих интервью он пребывал в сомнениях относительного, кому принадлежала идея о том, что под маской Зелёного гоблина скрывался Норман Озборн — ему или Дитко. По словам Дитко, именно он был автором этой идеи, утверждая, что придумал её ещё до окончания написания первого сюжета про Зелёного гоблина, а персонаж, которого он нарисовал на заднем плане на одной из панелей в Amazing Spider-Man # 23 был никем иным, как Норманом Озборном, прежде чем тот был полноценно представлен в выпуске № 37.
Дитко покинул серию в выпуске #38, прежде чем он смог выявить личность Зелёного гоблина. Ли же разоблачил его в следующим выпуске как Нормана Озборна, персонажа, введённого пару выпусков назад, который является отцом лучшего друга Питера Паркера Гарри Озборна. Заняв место Дитко в качестве основного художника серии, Джон Ромита-старший вспоминал:

 «Стэн бы не смог свыкнуться с тем, если бы в истории Дитко под маской Зелёного гоблина скрывался кто-то кроме Нормана Озборна. У меня не было никаких сомнений в том, что Зелёным гоблином является именно Норман Озборн. Я не знал, что Дитко включил Нормана Озборна в историю как подставное лицо. Я смирился с мыслью, что это должен был быть Норман Озборн, ещё на стадии планирования сюжета. Когда я просматривал последние выпуски у меня не возникло никаких сомнений в очевидности этого открытия. Оглядываясь назад, я сомневаюсь, что личность Зелёного гоблина была бы раскрыта в Amazing #39, если бы Дитко остался в серии».Оригинальный текст (англ.)«Stan wouldn't have been able to stand it if Ditko did the story and didn't reveal that the Green Goblin was Norman Osborn. I didn't know there was any doubt about Osborn being the Goblin. I didn't know that Ditko had just been setting Osborn up as a straw dog. I just accepted the fact that it was going to be Norman Osborn when we plotted it. I had been following the last couple of issues and didn't think there was really much mystery about it. Looking back, I doubt the Goblin's identity would have been revealed in Amazing #39 if Ditko had stayed on.»

Ключевую роль Зелёный гоблин сыграл в сюжетной арке The Night Gwen Stacy Died, которая разворачивалась в выпусках комикса The Amazing Spider-Man #121-122, где он убил Гвен Стейси, девушку своего злейшего врага Человека-паука. Сценарист истории Джерри Конвей передал мантию Зелёного гоблина сыну Нормана Озборна, — Гарри Озборну, отметив, что не собирался «избавляться от Зелёного гоблина как концепции». Передача мантии Зелёного гоблина Гарри Озборну была в целом хорошо встречена фанатами, которые отмечали, что отпрыск Нормана Озборна был ещё более опасен, чем его отец.
Сценарист Роджер Стерн позднее представил Хобгоблина как полноценную замену Зелёного гоблина и заклятого врага Человека-паука. Во время Саги о клонах было выявлено, что Норман Озборн выжил после The Amazing Spider-Man #122 и с тех пор играл важную роль в жизни Человека-паука, скрываясь в тени.

## Биография

### Норман Озборн
Норман Озборн — первый и самый известный Зелёный гоблин, который и разработал оборудование суперзлодея, позднее использующееся другими Зелёными гоблинами. Был первым, кто подвергся воздействию формулы Гоблина.

### Гарри Озборн
Гарри Озборн, сын Нормана Озборна, становится вторым Зелёным гоблином. После поражения Гарри Озборн был взят под опеку доктором Бартом Гамильтоном. Находясь под гипнозом, Гарри Озборн раскрыл ему многие тайны Зелёного гоблина и тот решил сменить Гарри Озборна на посту суперзлодея. Гарри Озборн восстанавливается и сражается с Гамильтоном, но по окончании боя у Гарри Озборна проявляется амнезия. Годы спустя память к Гарри Озборну возвращается и он использует улучшенную сыворотку Зелёного гоблина для усиления своих способностей, однако вскоре умирает, от побочного эффекта сыворотки. Был возрождён Мефисто после событий One More Day.

### Барт Гамильтон
Доктор Бартон «Барт» Гамильтон был психологом, который родился в Скарсдейле (Нью-Йорк). Перед своей смертью Гарри был доставлен на лечение к доктору Гамильтону, который с помощью гипноза блокировал воспоминания Гарри Озборна о Зелёном гоблине и его преступной карьере. Используя знания, полученные от Гарри Озборна, Гамильтон планировал стать третьим Зелёным гоблином. Тем не менее, он не знал о местоположении формулы Зелёного гоблина, которая давала сверхчеловеческие способности. Гамильтон хотел стать новым преступным боссом Нью-Йорка, из-за чего его первостепенной преступной задачей стало убийство Сильвермейна. Гарри Озборну пришлось вновь обратиться к личности Зелёного гоблина, чтобы остановить его. Гамильтон погиб из-за сильного взрыва бомбы, с помощью которой он хотел убить Человека-паука и Гарри Озборна. Это привело к вспыхнувшей у последнего амнезии. Годы спустя было предположение, что Гамильтон является Хобгоблином, но оно было опровергнуто. Предположительно, Гамильтон был членом второго состава Легиона Мёртвых, который был остановлен Мстителями. Во время событий Dead No More: The Clone Conspiracy Барт Гамильтон был ненадолго воскрешён вторым Шакалом.

### Фил Урих
После неоднократного действия Гарри Озборна под маской Зелёного гоблина, тот умирает от побочных эффектов сыворотки Зелёного гоблина. Его оборудование и идентичность Зелёного гоблина некоторое время использовал Филип Бенджамин «Фил» Урих, который хотел создать себе репутацию супергероя. Во время боя со Стражами его оборудование было повреждено и, будучи не в состоянии починить его, четвёртый Зелёный гоблин ушёл в отставку.

### Безымянное существо
Вернувшись из мира мёртвых, Норман Озборн пытается убедить общественность, что он никогда не был Зелёным гоблином. Он заручается поддержкой доктора Ангстона, который создаёт генетического двойника Зелёного гоблина, полностью лояльного к своему создателю. Норман использует Зелёного гоблина в качестве своего телохранителя, мучая с его помощью Человека-паука, а также организовывает похищение своего внука Норми Озборна, в попытках вызвать сочувствие у населения Нью-Йорка. После событий Gathering of Five, Норман Озборн на некоторое время остаётся недееспособным, тогда как Зелёный гоблин начинает деформироваться, лишившись доступа к формуле сыворотки Зелёного гоблина, которая поддерживает стабильность его тела. Зелёный гоблин преследует Лиз Аллан в поисках лекарства, но его прогоняет Человек-паук. Во время второго покушения на Лиз, Зелёный гоблин разоблачает себя перед Человеком-пауком (перебирая различные лица, в том числе лицо Гарри Озборна) и растворяется в кучке протоплазмы, успевая заявить о возвращении Нормана Озборна.

## Силы и способности
Зелёный гоблин казался простым человеком (хотя и очень ловким и спортивным), который полагался исключительно на свои гаджеты. В более поздних выпусках было выявлено, что из-за формулы Зелёного гоблина физические возможности Нормана Озборна, а также других людей, подвергшихся её воздействию, были усилены. При оптимальных условиях Зелёный гоблин может поднять 5 тонн. При этом также увеличились его скорость, ловкость, рефлексы, выносливость и регенерация тканей. Последняя способность, в свою очередь, уступает возможностям Росомахи. Интеллект также увеличился, однако, в то же время, носитель подвергся безумию. Чтобы держать свою психику в узде, Зелёному гоблину приходится вводить особое лекарство. Будучи абсолютно вменяемым человеком, Норман Озборн представляет собой хитрого и жестокого бизнесмена, мудрого стратега и превосходного лидера. Он имеет высшую квалификацию в областях электроники, механики, химии и машиностроения. В арсенале Зелёного гоблина имеются различные высокотехнологичные устройства. Он путешествует на своём глайдере, невероятно быстром ракето-подобном ховер-борде, оснащённом различными модификациями. Среди других гаджетов Зелёного гоблина выделяются: бомбы в форме хэллоуинских тыкв, гранаты с отравляющим и усыпляющим газом и гранаты, напоминающие приведений, бумеранги в форме летучих мышей, а также перчатки со встроенным шокером с разрядом почти в 10000 вольт. Он носит зелёный костюм с пуленепробиваемой кольчугой под ним и фиолетовой тканью. В его маску встроен газовый фильтр.

### Глайдер
При первом появлении в The Amazing Spider-Man #14 (Июль 1964) Гоблин летал на реактивном двигателе. В The Amazing Spider-Man #17 он перешёл на традиционный Глайдер в форме летучей мыши. Зелёный гоблин может дистанционно управлять Глайдером благодаря микропроцессору, находящемуся за головой. Пилот крепится к планеру с помощью электромагнитных застёжек на крыльях. Глайдер обладает большой манёвренностью и скоростью и управляется благодаря импульсам, которые выдаются из головы Зелёного гоблина. Помимо этого, Зелёный гоблин добавил голосовое управление. Максимальная скорость машины составляет 140 км/ч, а максимальный переносимый вес — 180 кг.
В более поздних выпусках Глайдер имеет множество встроенных дополнений, в том числе самонаводящиеся ракеты и встроенные тыквенные бомбы.

### Тыквенные и призрачные бомбы и прочие гаджеты
Основным вооружением Зелёного гоблина являются гранаты в форме хэллоуинских тыкв с прорезанными глазами и ехидным ртом. В случае броска и последующем ударе о твёрдую поверхность бомбы загораются, что приводит к взрыву. Они выделяют большое количество тепла, достаточного, чтобы расплавить 3-дюймовый кусок стали. Зелёный гоблин также использует другие виды оружия, такие как бумеранги, метательные ножи, бомбы-призраки и бомбы с парализующим и усыпляющим газом. Также он использует бомбы, которые на какое-то время блокируют паучье чутьё его злейшего врага. Помимо этого, в арсенале суперзлодея имеются бомбы, нейтрализующие способности Человека-факела.

## Группировки

### Гоблинтессы
Спустя некоторое время после смерти Гарри Озборна его сын Норми Озборн был похищен тремя загадочными женщинами, которые использовали оборудование Зелёного гоблина. Благодаря Бену Уриху и Расплавленному Человеку Человек-паук узнал, что эти женщины, на самом деле роботы, которые были разработаны Гарри Озборном и управлялись за счёт суперкомпьютера, содержащего копии умов Гарри Озборна и Нормана Озборна. Гоблинтессы были уничтожены вместе с компьютером, который был запрограммирован на введение сыворотки Зелёного гоблина в юного Норми Озборна.

### Орден гоблинов
Был основан Норманом Озборном и состоял из его самых верных последователей.

### Банды гоблинов
После взлёта и падения Нормана Озборна по всей Америке начали появляться банды подражателей Зелёного гоблина. Группировка была основана на превосходстве белых и поддерживала идею Нормана Озборна об изгнании асгардцев из страны. Они носили фиолетовую одежду, зелёный макияж и татуировки на основе Гоблинов. Было выявлено, что Вин Гонзалес получил одну из таких татуировок в тюрьме, получив сообщение о Стэнли, новорождённом сыне Гарри Озборна.

### Гоблины метро
Организованная преступная группа, действующая под началом Короля гоблинов, первостепенной целью которой является убийство Человека-паука.

### Военные гоблины
После событий Secret Wars Норман Озборн продал костюмы и оборудование Зелёного гоблина на чёрном рынке, что привело к образованию группы наёмников, называющих себя Военными гоблинами.

## Альтернативные версии
Персонаж Зелёный гоблин появлялся в различного рода СМИ, от комиксов до фильмов и мультсериалов. Каждая версия персонажа, как правило, уникальна в рамках своей собственной реальности до такой степени, что за личностью Гоблина могут скрываться различные люди. Наиболее радикально от классического Зелёного гоблина отличаются версии Ultimate Marvel и Earth X.

### 2099
В сеттинге Marvel 2099 Гоблин — мошенник, который стремится доказать, что Человек-паук (Мигель О’Хара) получает зарплату от мегакорпорации Алхимакс. Он использует глайдероподобные крылья, что делает его походим на летучую мышь, а также полагается на набор гаджетов как и его классический аналог. Ко всему прочему, данная версия обладает способностью создавать иллюзии.
Впоследствии раскрывается, что за маской Гоблина скрывался брат Человека-паука, Габриэль О’Хара, однако в последующем ретконе становится понятно, что это был оборотень, взявший личность Габриэля. По словам сценариста Питера Дэвида, который покинул серию между созданием персонажа и его разоблачением, он хотел, чтобы Гоблином в конечном итоге оказалась католический священник по имени Отец Дженнифер, тогда как Габриэль был всего лишь отвлекающим манёвром. Этого Гоблина никогда не называли Зелёным гоблином, он носил имя Гоблин 2099.
В All-New, All-Different Marvel, во время путешествия в 2099 год, Человек-паук (О’Хара) был захвачен Веномом и Доктором Осьминогом того времени. Позже Мигель очнулся в Алхимаксе, во главе которой стояла Зловещая шестёрка. Злодеи обнаружили, что Гоблин на самом деле являлся отцом Дженнифер Д’Анджело, тайным союзником Кейси. Получив сообщение от Зловещей шестёрки, Мигель и Кейси отправляются в Алхимакс, чтобы спасти Отца Дженнифер. После побега Человек-паук и Отец Дженнифер прибывают в место, где появляется временная дверь, но Дженнифер убивает Доктор Осьминог.

#### В других медиа
- Зелёный гоблин 2099 является играбельным персонажем и боссом в игре Lego Marvel Super Heroes 2[35]. Впервые он появляется на Манхэттене, после того как тот стал частью Хронополиса, и сражается с Человеком-пауком и Гвен-пауком бок о бок со Стервятником, но оба злодея проигрывают. Позже Гоблин 2099 получает осколок Нексуса Всех Реальностей, который он использует, чтобы объединить Венома и Карнажа в новое существо, получившее название «Карном», и обретает над ним контроль. Когда Человек-паук, Мисс Марвел, Женщина-Халк, Человек-паук, Гвен и Человек-паук 2099 прибывают в Нуэва-Йорк (также часть Хронополиса) и проникают в Алхимакс, чтобы забрать осколок, Гоблин 2099 обрушивает на них Карнома, но они побеждают его и освобождают от контроля Гоблина. Затем Карном начинает преследовать Гоблина 2099 за его жестокое обращение.

### Avataars: Covenant of the Shield
В минисерии Avataars: Covenant of the Shield, действие которого происходит в альтернативной вселенной, называемой Eurth, созданной Создателем миров , Зелёный гоблин выступает под именем Король гоблинов. Он представляет собой маленькое проворное существо зелёного цвета, одетое в пурпурные лохмотья. Король гоблинов, как было показано, говорит исключительно рифмами и вымогает товары у путешественников вместе со своими приспешниками, Шестью самыми Зловещими.

### House of M
В минисерии Spider-Man: House of M в рамках глобального сюжета House of M 2005 года существует две версии Зелёного гоблина.
- Первый — коллега Питера по рестлингу и соперник Крушитель Хоган, который использует эту личность в качестве своего творческого альтер эго.
- Второй — сам Питер Паркер, который, чувствуя себя виноватым за притворство мутантом, хотя на самом деле он был простым человеком, наделённым способностями Человека-паука (укус радиоактивного паука), изображает из себя Зелёного гоблина, чтобы раскрыть информацию о том, что он человек. Норман Озборн также фигурирует в этой реальности в качестве промышленника, чью компанию выкупил Питер[36].

### MC2

#### Ярость Королевы гоблинов
Илан ДеЖуна, дочь Сан-Мардео ДеЖуна, главы преступного клана в Южной Америке, была обручена с Норми Озборном ещё в младенчестве, из-за принадлежности её отца к Ордену гоблинов. [ требуется том и выпуск ]
С тех пор Илан изучала семейный бизнес и, в конечном итоге, установила связь с Чёрным Тарантулом . За годы взросления и тренировок она шла по стопам Нормана Озборна и стала лидером Ордена гоблинов. Когда Норми подвергся нападению, Илан вернулась в Нью-Йорк, чтобы вступить в их оговорённый брак, но Норми ничего не знал о помолвке. Илан и Чёрный Тарантул использовали Девушку-паука, чтобы уничтожить Леди Осьминог и, тем самым, взять под свой контроль преступный мир Нью-Йорка. Следуя плану, составленному Норманом Озборном перед смертью, Королева гоблинов попыталась ввести Норми Озборну новую версию формулы гоблинов. Девушке-пауку удалось победить Илану, однако та скрылась.
Поскольку Норми отверг её и отказался от своего места в наследии гоблинов, Королева сорвала его свадьбу с Брендой Драго и насильно внедрила в его организм симбиота Венома. Тем не менее, Норми получил контроль над симбиотом и стал героем. После того, как Королева сорвала свадьбу Норми, Фил Урих (добрый Зелёный гоблин) победил её и отправил в тюрьму.

#### Норми Озборн
Основная статья: Норми Озборн
Норми Озборн — сын Гарри Озборна и Лиз Аллан, а также внук Нормана Озборна. В альтернативной временной шкале вселенной MC2 он стал Зелёным гоблином и сражался с дочерью Человека-паука, Мэй «Мэйдей» Паркер, после чего исправился и действовал в качестве её союзника.

#### Фил Урих
В реальности MC2 Фил Урих женился на своей девушке Мередит, стал судебным экспертом и подружился с Питером Паркером, а также секрет личности Питера и Девушки-паука. Фил Урих возобновил роль Гоблина, сначала под именем Золотого гоблина, затем как Зелёного гоблина с помощью Норми Озборна (III). После того, как Фил проиграл несколько битв, Норми воссоздал оригинальную маску Фила, которая наделила его сверхчеловеческой силой и другими способностями, что значительно повлияло на итоги следующих сражений. Также он стал одним из основателей Новых Новых воинов.

### Spider-Man: India
В «Человеке-пауке: Индия» дебютировал Налин Оберой, безжалостный бизнесмен из Мумбаи, который разорял деревни в поисках мистического амулета для связи со злыми сверхъестественными демонами, которые когда-то правили миром. Добившись успеха, Оберой превратился в Зелёного гоблина. Также он превратил кроткого доктора в «Доктора Осьминога» и отправил его на поиски Павитара Прабхакара (Человека-паука). Позже Оберой сжёг деревню Павитар (обозначив её инициалами «НО») и похитил ЭмДжей и тётю Майю (тётя Мэй). После убийства доктора, Оберой был побеждён Павитаром. У Обероя также есть сын, упомянутый Павитаром, Хари.